# Eudendriidae
Eudendriidae es una familia taxonómica de hidroides (Hydrozoa). La familia contiene alrededor de 85 especies.

## Géneros
- Eudendrium Ehrenberg, 1834
- Mirionema Pictet, 1893